# Apollos kommando- och servicemodul
För andra betydelser, se Apollo.
Kommando- och servicemodulen (CSM – Command and Service Module) användes i det amerikanska Apolloprogrammet som farkost för bemannade månfärder mellan 1967 och 1972. Farkosten, som utvecklades och tillverkades av North American Aviation i Kalifornien, användes både för rymdfärder i omloppsbana kring jorden samt för rymdfärder till och från omloppsbana kring månen. 

## Koncept
Kontraktet för utveckling av CSM undertecknades 1962 innan NASA slutligen bestämt vilken metod som skulle användas för att landstiga på månen. Det ursprungliga konceptet innehöll därför även olika varianter där CSM skulle kunna användas för landningen och återfärden från månens yta. Detta ändrades i och med att beslut fattades om metoden Lunar Orbit Rendezvouz (LOR) och tillkomsten av månlandaren (LM). Istället fastställdes CSM:s huvuduppgift som moderfarkost för färden till och från månen. 

### Kommandomodulen
Kommandomodulen (CM, rymdkapseln) var den enda komponent i Apolloprogrammet som återvände till jorden efter färden till månen. Den gavs en konisk form med 3,22 meters höjd och 3,91 meters diameter i basen. Farkosten delades in i tre principiella utrymmen - ett främre utrymme i farkostens spets med lucka och dockningsmekanism för månlandaren, ett mittre besättningsutrymme med instrumentpanel och platser för de tre astronauterna samt ett bakre utrymme med bland annat lastutrymme, matförråd, dator och navigationsplattform. I CM:s sida fanns en öppningsbar lucka för astronauterna samt fem mindre fönsterrutor för observation. Värmeskölden, som var fastsatt på farkostens bas, bestod av ett plastmaterial med 400 000 celler fyllda med ett värmeavledande material. Detta skyddade farkosten mot den höga temperatur (2800 grader Celsius) som uppstod vid återinträdet i jordens atmosfär.

### Servicemodulen

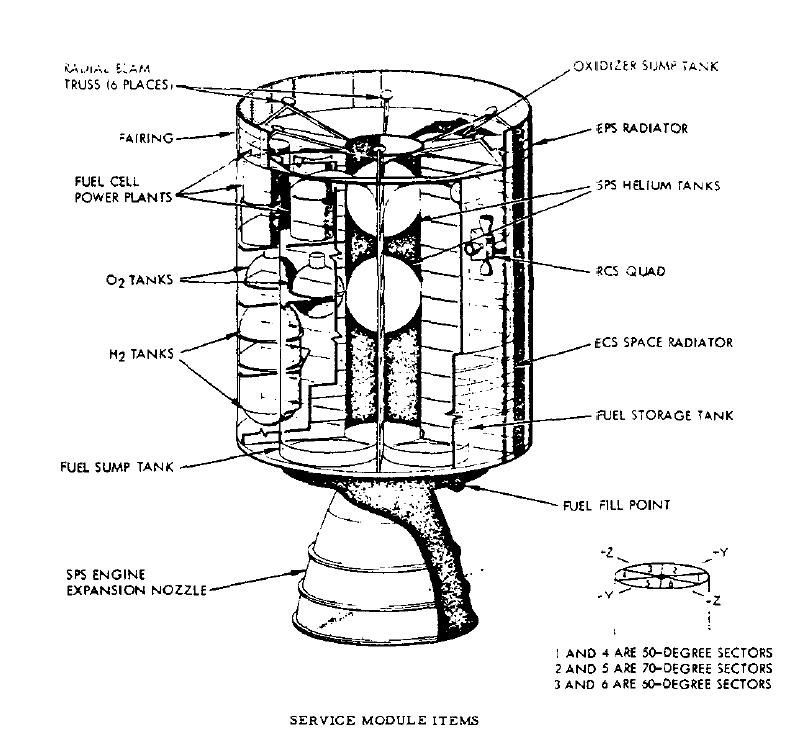
Skiss över servicemodulen till Apollo 7

Servicemodulen hade till uppgift att försörja kommandomodulen med elström, syrgas, dricksvatten med mera under färden från starten på jorden och ända till cirka 15 minuter innan återinträdet i jordens atmosfär. Den utformades som en cylinder med 3,9 meters diameter och 7,6 meters längd. I cylinderns ena ände var kommandomodulen fastsatt och ansluten. I motsatta änden fanns en stor raketmotor (SPS, Service Propulsion System) som användes för kurskorrigeringar, inbromsning i omloppsbana kring månen samt för återfärden tillbaka till jorden. Modulen var i övrigt indelad i sex separata fack med bränsletankar för SPS, tre 28 V, 1,5 kW bränsleceller för elström, syrgastankar för andningsluft samt olika antenner för kommunikation med jorden. På modulens utsida fanns fyra kluster med styrraketer som användes för attitydreglering och för mindre kurskorrigeringar.

## Operation
Under färden i rymden kunde CSM manövreras med hjälp av tre olika system. Större kurskorrigeringar (till exempel inbromsning i omloppsbana kring månen, så kallad Lunar Orbit Insert) utfördes med hjälp av SPS. Denna motor, som hade en fast dragkraft om 91 000 N, var utformad på ett sådant sätt att den kunde återstartas upp till 36 gånger med sammanlagt 8,5 minuters drifttid. Mindre kurskorrigeringar utfördes med hjälp av de styrraketer som satt i fyra kluster på utsidan av servicemodulen. Efter separation innan återinträdet i jordens atmosfär, manövrerades kommandomodulen med hjälp av små styrraketer som integrerats i CM topp och bas.

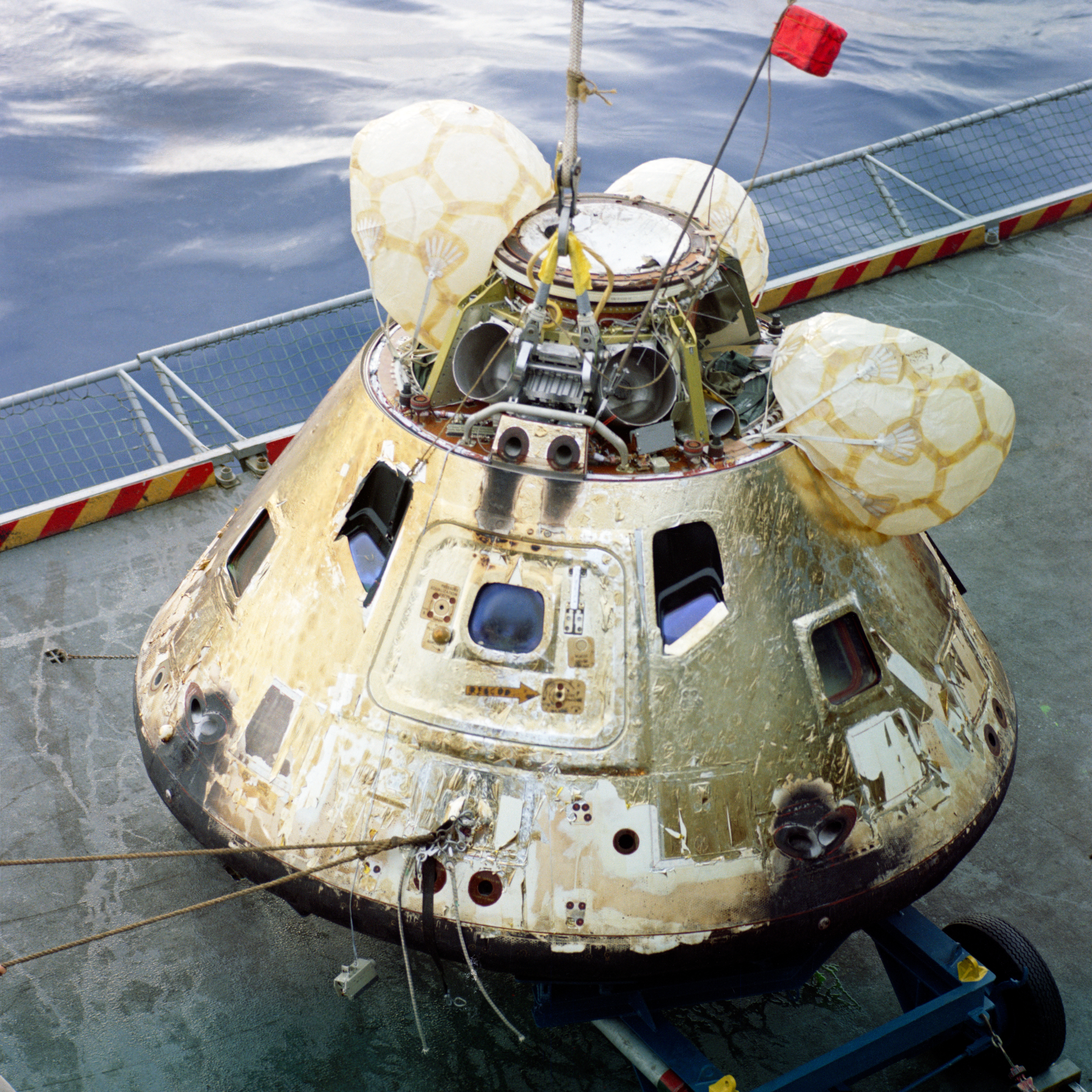
Apollo 8:s kommandomodul efter bärgning den 27 december 1968

Kommandomodulen hade vid återinträdet i jordens atmosfär en hastighet av cirka 11 000 m/s (40 000 km/h). Inträdesvinkeln mot jordens atmosfär var ytterst kritisk och måste ligga mellan 5,2 och 7,2 grader. En för liten vinkel skulle medföra att CM studsade mot atmosfären och därefter slungades ut i rymden igen. Vid en för stor vinkel skulle inbromsningen bli så kraftig att värmeskölden inte skulle kunna stå emot den enorma hettan. Från den första kontakten med atmosfären på cirka 120 000 meters höjd bromsade CM in till 480 km/h på cirka 7000 meters höjd. Två olika fallskärmssystem svarade därefter för den slutliga inbromsningen till 34 km/h hastighet vid landningen i havet.

## Användning i Apolloprogrammet

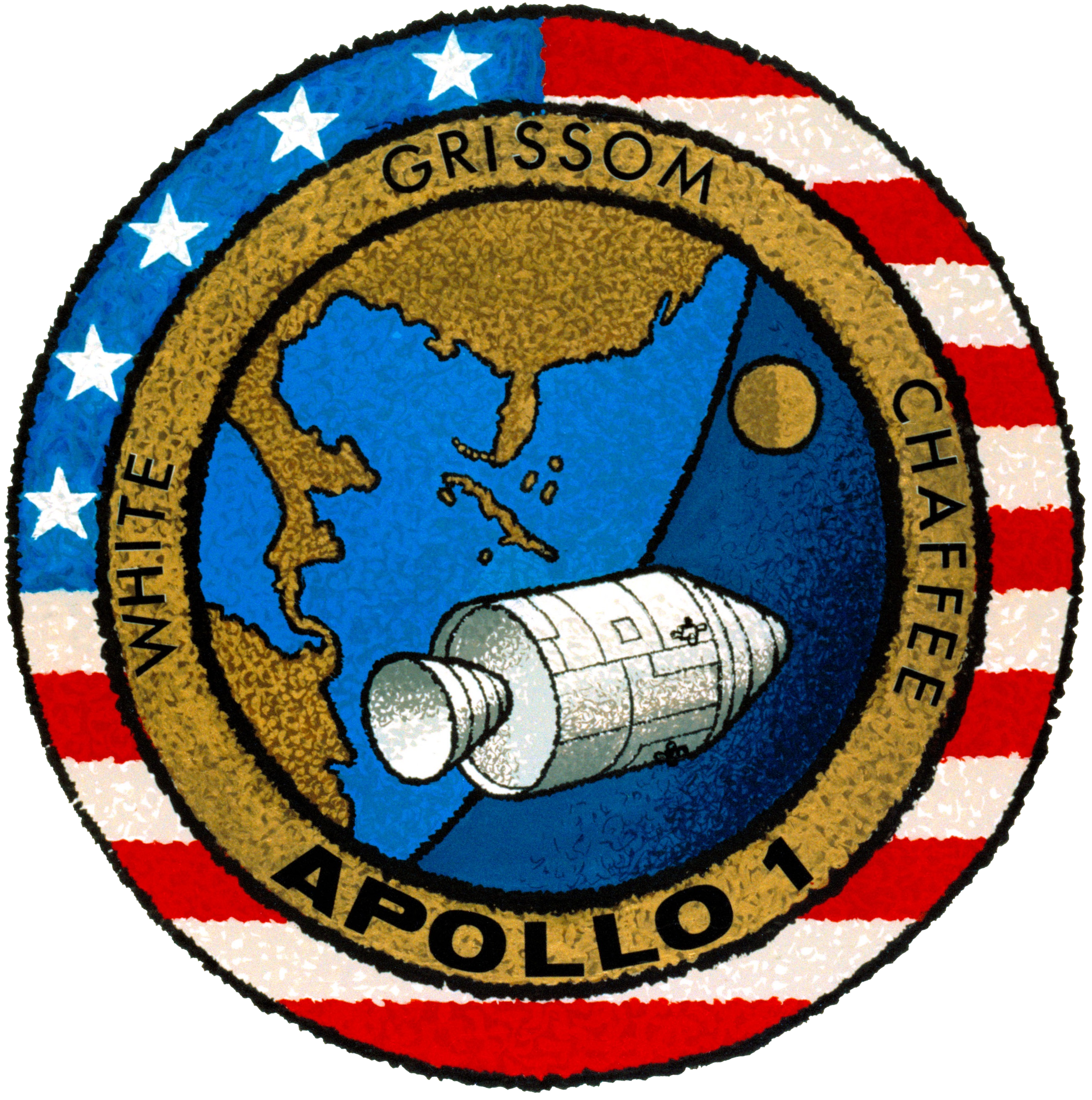
I symbolen för Apollo 1 har CSM en framträdande plats

CSM planerades för en första bemannad färd i omloppsbana kring jorden i början av 1967 (Apollo 1). Denna resa slutade i katastrof när en brand utbröt i kommandomodulen i samband med en simulerad nedräkningsövning. De tre astronauterna ombord (Gus Grissom, Edward White och Roger Chaffee) kvävdes till döds. Haveriutredningen kunde aldrig fastställa den exakta orsaken till branden men det troliga var att ett brännbart material antänts av någon form av kortslutning i CM:s elsystem. Eftersom kommandomodulen var trycksatt med ren syrgas blev branden explosionsartad och utvecklade en enorm hetta. Olyckan tydliggjorde även de enorma svårigheter som det innebar att styra och administrera ett projekt av Apolloprogrammets storlek och komplexitet.
Efter en genomgripande översyn och till vissa delar omkonstruktion av kommandomodulen kunde den första bemannade färden i omloppsbana kring jorden genomföras i oktober 1968 (Apollo 7). Denna följdes i december samma år av Apollo 8 som var den första bemannade färden till och från omloppsbana kring månen. Under våren 1969 genomfördes ytterligare två resor (Apollo 9 och 10) följt av den första landningen på månen i juli 1969 (Apollo 11).

## Användning i andra projekt
- Apollos kommando- och servicemodul användes även vid tre flygningar under år 1973, då till rymdstationen Skylab.
- 1975 genomfördes den sista flygningen med Apollos kommando- och servicemodul, då för att docka med den sovjetiska Sojuz 19, under det så kallade Apollo‑Sojuz‑testprojektet.

### Fotnoter
1. ↑  Göran Rystad (16 mars 2001). ”Resan till månen”. Populär historia. http://www.popularhistoria.se/artiklar/resan-till-manen/. Läst 19 december 2015.